# Poliopastea maroniensis
Poliopastea maroniensis là một loài bướm đêm thuộc phân họ Arctiinae, họ Erebidae.